# Oeconesidae
Oeconesidae zijn een familie van schietmotten.